# Ciudad Sucre (Cabimas)
Ciudad Sucre es uno de los sectores que forman la ciudad de Cabimas en el estado Zulia (Venezuela). Pertenece a la parroquia Germán Ríos Linares. Recibe su nombre de Antonio José de Sucre, Gran Mariscal de Ayacucho.

## Ubicación
Ciudad Sucre se encuentra entre las av 44 y 51 y entre las carreteras F (que no alcanza) y G. Actualmente no toca ningún otro sector.

## Zona Residencial
Ciudad Sucre fue construida en 1995 como un desarrollo habitacional de Cabimas, cuenta con todos los servicios y su infraestructura es nueva. Ciudad Sucre está aislada del resto de Cabimas y se llega a ella por la carretera G, la razón de este aislamiento es que se construyó en las afueras para descongestionar la ciudad y que tiene la laguna el Mene al oeste y un afloramiento rocoso al norte que la limitan. No se debe confundir con  Ciudad Sucre , Estado Apure, fundada en 1997.

## Vialidad y Transporte
Las calles de Ciudad Sucre son nuevas y como tienen poco tránsito se mantienen en buen estado, una ruta de la alcaldía hace servicio para llegar hasta allá por la carretera G, las av 44 y 51 sirven para delimitar el sector, pero no son avenidas ni amplias, ni en buen estado.
La carretera G en la ruta a Ciudad Sucre es uno de los pocos relieves de Cabimas, encontrándose algunas lomas bajas.